# Flavio Eusebio (console 359)
Flavio Eusebio (latino: Flavius Eusebius; fl. 355-371) fu console dell'Impero romano nel 359.

## Biografia
Figlio di Flavio Eusebio, console nel 347, era fratello di Eusebia, che sposò l'imperatore Costanzo II nel 353 circa, e fratello di Ipazio; la famiglia era originaria di Tessalonica.
Eusebio era un retore, ed era in corrispondenza con Libanio. Intorno al 355 era governatore di Ellesponto; di qui si recò ad Antiochia, da dove, nello stesso anno o in quello seguente, andò in Bitinia, di cui aveva ricevuto il governatorato. Nel 359 tenne il consolato assieme al fratello Ipazio.
Tornò poi ad Antiochia, dove si trovava quando venne accusato di tradimento e processato nel 371, sotto l'imperatore Valente; multato ed esiliato, venne poi richiamato e riabilitato.